# Eva Krystynová
Eva Krystynová (nar. 1922 ve Skalici na Slovensku, zemř. 1987) byla československá výtvarnice.

## Život a dílo
Eva Krystynová (rozená jako Zvědělíková) se narodila v r. 1922 ve Skalici na Slovensku. V letech 1942 až 1948 studovala na Vysoké škole uměleckoprůmyslové v Praze u Karla Svolinského.
Od r. 1950 pak působila jako návrhářka výtvarné tvorby pro Dětský dům v Praze. V r. 1960 přišla do Ostravy s manželem Bohumírem Krystýnem a až do roku 1968 působila jako výtvarnice Kulturního domu v Ostravě-Porubě. Později si zvolila svobodné povolání výtvarnice. Ve svých pracích stavěla na lidových tradicích moravsko-slovenského pomezí a tvorby pro děti. Ve spolupráci s manželem vytvořila řadu architekturních realizací. Své keramické (někdy reliéfně provedené) mozaiky společně uplatnili v budovách různých školek, základních, středních a vysokých škol, restauracích, obchodních střediscích, nemocnicích aj.
V Univerzitním muzeu VŠB – Technická univerzity Ostrava v Ostravě-Porubě lze zhlédnout tři díla od manželů Krystynových "Učíme se od přírody", "Ze života mladých" a "Mládí, život, příroda".